# .gi
.gi là tên miền Internet cấp cao nhất dành cho quốc gia (ccTLD) của Gibraltar.
Do sự tình cờ về tên viết tắt, nó cũng được dùng cho một số tên miền đặt tại tỉnh Girona của Tây Ban Nha.